# Mouvement uni de la transformation
Le Mouvement uni de la transformation (en anglais : United Transformation Movement) est un parti politique malawite fondé  par Saulos Chilima, vice-président du pays.
Le mouvement est lancé le 21 juillet 2018 en vue de l'élection présidentielle de mai 2019.

## Résultats

### Élections législatives
| Année | Voix    | %    | Élus    | Rang | +/- |
| ----- | ------- | ---- | ------- | ---- | --- |
| 2019  | 491 845 | 9,90 | 4 / 193 | 3e   | Nv  |